# Cosmorhoe argentilineata
Cosmorhoe argentilineata är en fjärilsart som beskrevs av Moore 1867. Cosmorhoe argentilineata ingår i släktet Cosmorhoe och familjen mätare. Inga underarter finns listade i Catalogue of Life.